# Ośrodek Szkolno-Wychowawczy dla Dzieci i Młodzieży Słabosłyszącej i Niesłyszącej im. gen. S. Maczka w Bydgoszczy
Ośrodek Szkolno-Wychowawczy dla Dzieci i Młodzieży Słabosłyszącej i Niesłyszącej im. gen. Stanisława Maczka w Bydgoszczy – placówka oświatowo-wychowawcza w Bydgoszczy.

## Historia

### Okres pruski
Geneza pierwszego Zakładu dla dzieci głuchoniemych w Bydgoszczy sięga roku 1868, kiedy to nadprezydent Prowincji Poznańskiej Karol von Horn przysłał polecenie w jego sprawie do urzędników rejencji bydgoskiej. Uważał on za konieczne umieszczenie zakładu przy ewangelickim seminarium nauczycielskim, które wówczas mieściło się w byłym klasztorze Bernardynów. Zakład założono ostatecznie w 1871 r. Stanowił on początkowo tzw. eksternat - młodzież mieszkała w domach prywatnych i dochodziła do siedziby ośrodka na szkolenie. Przewidywano możliwość objęcia opieką 80 dzieci. Mieszkały one po dwoje u sprawdzonych rodzin, które za niewielką dopłatą były zobowiązane zadbać o mieszkanie, wyżywienie, utrzymanie i opiekę wychowanków.
Przez kilka lat rozważano lokalizację Zakładu dla Głuchoniemych. Z uwagi na szczupłość miejsca nie udało się go umieścić na stałe obok budynku Seminarium Nauczycielskiego, natomiast przeważyła decyzja o jego lokalizacji w Śródmieściu. W 1876 r. przy ul. Reja 7, u zbiegu ul. Krasińskiego wzniesiono budynek szkoły. Sąsiadował on ze wznoszonym w tym samym czasie budynkiem Zakładu dla Niewidomych. W ostatniej dekadzie XIX w. nosił on nazwę Prowincjalny Zakład dla Głuchoniemych (niem. Provinzial Taubstummen Anstall zu Bromberg), obejmujący swym zasięgiem obszar ówczesnej prowincji poznańskiej. Uczniowie zamieszkiwali w internacie na terenie zakładu.
Po wejściu w 1911 r. w życie ustawy pruskiej, m.in. w sprawie przejęcia zakładów dla głuchych przez samorządy, zmieniono nazwę zakładu na Krajowy Zakład dla Głuchoniemych. W 1922 r., w dwa lata po przejęciu zakładu przez władze polskie, przeniesiono go do Kościana.

### Okres polski
W okresie międzywojennym dzieci i młodzież niesłysząca z Bydgoszczy i jej okolic była kierowana do zakładów znajdujących się w najbliższym sąsiedztwie, tj. do Poznania i Wejherowa.
Po II wojnie światowej odżyła potrzeba utworzenia w Bydgoszczy szkolnictwa specjalnego w tym zakresie. 1 marca 1947 r. utworzono Państwowy Zakład Wychowawczy dla Głuchoniemych, który umieszczono w zespole pałacowo-parkowym w Ostromecku. Zakład początkowo liczył 50 uczniów, 4 nauczycieli i obejmował szkołę podstawową, zawodową, a także gospodarstwo przyzakładowe. W szkołę zawodowej młodzież przygotowywała się do zawodów: krawiec, szewc i cholewkarz. Trudności lokalowe, głównie brak odpowiednich pomieszczeń warsztatowych spowodowały likwidację szkoły zawodowej z końcem roku szkolnego 1964/1965. Z początkiem lat 70. XX w. w ramach zakładu działały już tylko dwie jednostki organizacyjne: szkoła podstawowa oraz internat.
Pierwotnie pomieszczenia szkoły znajdowały się w XVIII-wiecznym pałacu myśliwskim i nie odpowiadały podstawowym warunkom bezpieczeństwa. Mimo to zajęcia w pałacu odbywały się aż do 1983 roku. Część pomieszczeń klasowych rozrzucona była również w budynkach mieszkalnych na terenie wsi. W 1977 r. oddano do użytku nowy budynek szkoły, który przejął klasy rozrzucone po Ostromecku. Natomiast uczniowie z zamkniętego pałacu myśliwskiego podjęli naukę m wsi Rafa, oddalonej od Ostromecka o 15 km. Internat znajdował się w tzw. nowym pałacu, wybudowanym w XIX w. W 1986 roku decyzją Państwowej Inspekcji Pracy sypialnię na I piętrze wyłączono z użytkowania, co spowodowało duże zagęszczenie wychowanków na parterze. Trudne warunki lokalowe spowodowały konieczność zmiany lokalizacji szkoły.
W 1990 roku Ośrodek Szkolno-Wychowawczy dla Głuchych przeniesiono do Bydgoszczy do zaadaptowanego hotelu Ochotniczych Hufców Pracy przy ul Glinki 144. W 1989 roku ruszyła budowa nowego Ośrodka w bydgoskiej dzielnicy Fordon, którą zakończono w 1993 roku. Otwarcia nowego ośrodka przy ul. Akademickiej 3 dokonano 25 września 1993 r.  Umieszczono w nim przedszkole, szkołę podstawową, szkołę zawodową o kierunkach: krawiec odzieży lekkiej oraz monter podzespołów elektronicznych, salę gimnastyczną i internat. Nazwę placówki zmieniono na Ośrodek Szkolno-Wychowawczy dla Dzieci i Młodzieży Słabosłyszącej i Niesłyszącej, a w 1997 r. nadano jej mu gen. Stanisława Maczka. Odsłonięto też płaskorzeźbę z wizerunkiem generała autorstwo artysty rzeźbiarza Michała Kubiaka.
W końcu 2020 zakończono budowę nowego, dwukondygnacyjnego budynku z 10 pracowniami nauki zawodu (po dwa warsztaty elektrotechniczne, gastronomiczne i dentystyczne oraz po jednym gabinecie kosmetycznym, fryzjerskim, ogrodniczym i florystycznym), umożliwiającymi kształcenie w zawodach: technik elektronik, informatyk, florysta, technik żywienia i usług gastronomicznych, kucharz i cukiernik oraz - od września 2021 - fryzjer, technik usług kosmetycznych, technik ogrodnik. W ośrodku młodzież z dysfunkcją słuchu po raz pierwszy w kraju uzyskała możliwość kształcenia się na kierunku technik dentystyczny.
W 2004 roku liczba wychowanków wynosiła 140, a personelu ok. 60 osób. Pierwsze egzaminy maturalne odbyły się w maju 1999 roku Obecnie niektórzy absolwenci tej placówki studiują w bydgoskich uczelniach wyższych. Jednym z długoletnich sponsorów szkoły jest piosenkarz Krzysztof Krawczyk.

## Pierwotna siedziba zakładu
Najstarszy w Bydgoszczy budynek zakładu dla głuchoniemych wzniesiono w stylu eklektycznym. Rzut budynku założono na planie odwróconej litery „L”. Składa się on ze zbudowanego w 1897 r. dwukondygnacyjnego budynku głównego w ciągu ul. Reja (w nim zapewne mieścił się internat) i dostawionego doń, prostopadle (wzdłuż ul Krasińskiego) okazałego trzykondygnacyjnego skrzydła prawdopodobnie z lat 80. XIX w., krytego dwuspadowymi dachami.
Na osi elewacji frontowej posiada on niewielki ryzalit, sień przejazdową  (w przyziemiu) i nadwieszony w kondygnacji piętra pięcioboczny wykusz, kryty daszkiem pięciospadowym.
W skład Zakładu wchodziła ponadto murowana, jednokondygnacyjna sala gimnastyczna (niem. Turnhalle) zbudowana przy narożniku ulic Krasińskiego i Gimnazjalnej ok. 1896 r. w stylu historyzującym i fragmentarycznie z formami neoromańskimi. Założono ja na planie prostokąta z niższym i węższym małym ryzalitem wejściowym od ul Krasińskiego. W 1897 r. obiekty zakładu od ul Krasińskiego zostały ogrodzone.
Budynek obecnie pełni funkcję mieszkalną. Mimo częściowej przebudowy obiektu po 1945 r. zachowały się oryginalne stolarki okienne i drzwiowe.